# وینزور اند نیوتن
وینزور اند نیوتن یک شرکت انگلیسی واقع شده در لندن می‌باشد که در زمینه ساخت وسایل نقاشی و هنرهای تجسمی از جمله آبرنگ، گواش، رنگ اکریلیک، بوم نقاشی، قلموی نقاشی، کاغذ طراحی، روغن‌های نقاشی و سایر ملزومات آن فعال است؛ و محصولاتش در سراسر دنیا عرضه می‌گردد.

## تاریخچه

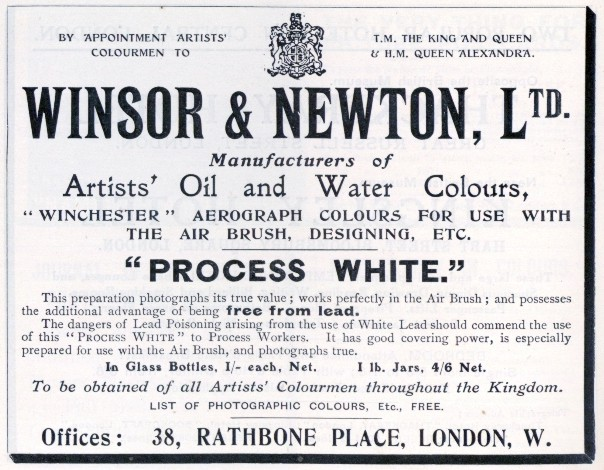
آگهی وینزور اند نیوتن The Photographic Journal مربوط به ۱۹۱۴

وینزور اند نیوتن توسط ویلیام وینزور و هنری نیوتن در سال ۱۸۳۲ تأسیس گردید.
این شرکت در زمینه آبرنگ برندی به نام کاتمن دارد که نام خود را از جان سل کاتمن، نقاش انگلیسی گرفته‌است.

## محصولات
برند اصلی محصولات این شرکت Winsor & Newton می‌باشد.

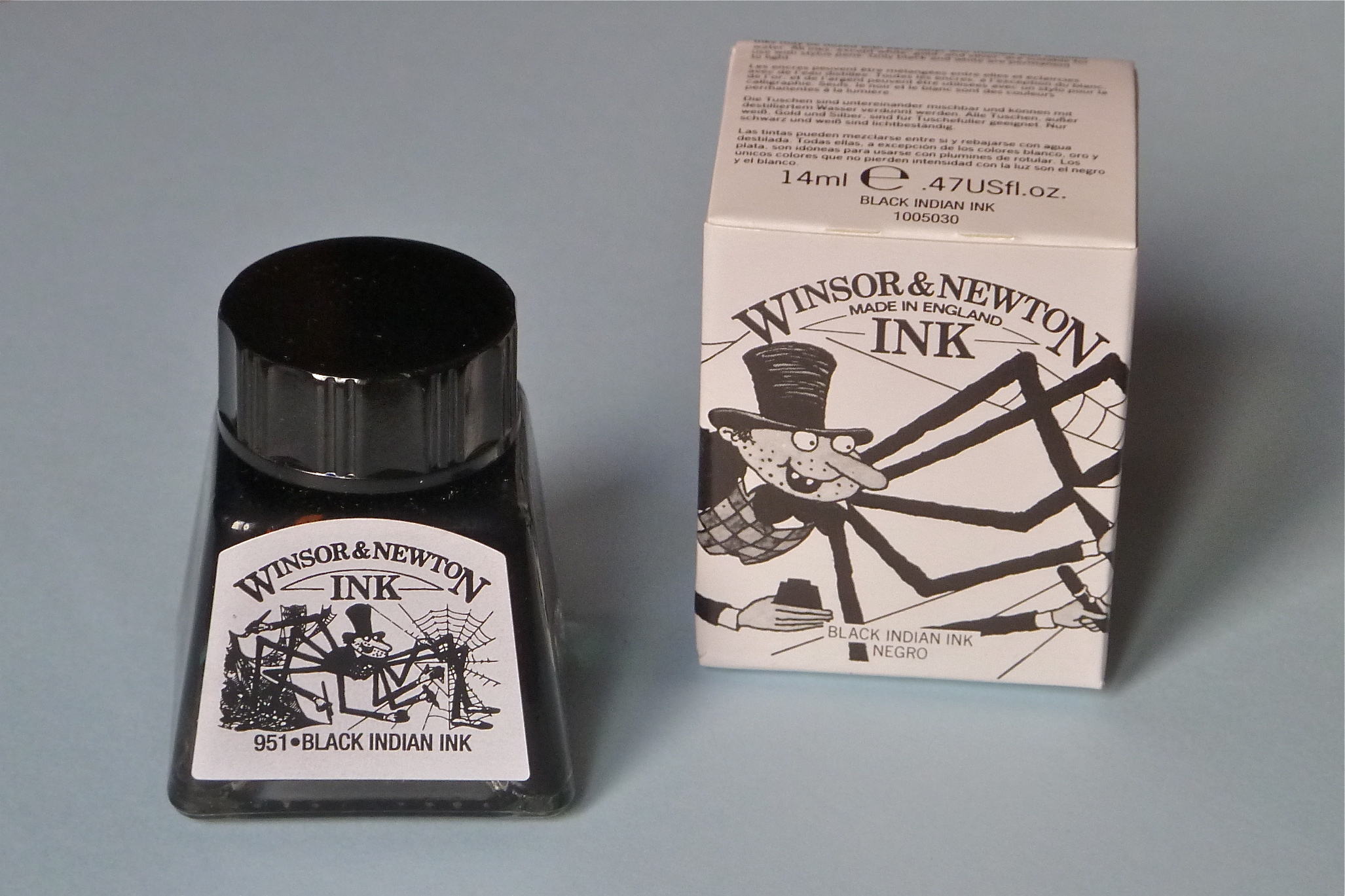
مرکب طراحی ساخت وینزور نیوتن

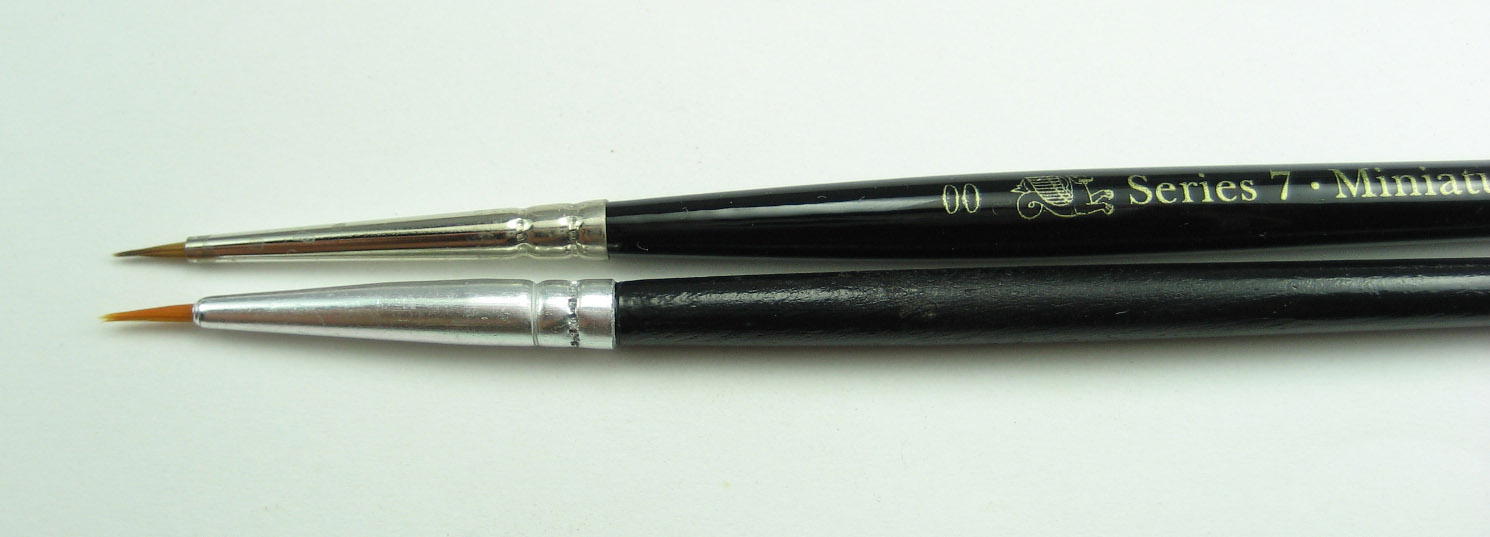
سری هفتم قلموی نقاشی موی راسوی سیبری